# Euxylophora paraensis
Euxylophora paraensis, também conhecida como pau-amarelo, é a única espécie do gênero Euxylophora, pertencendo à família das rutáceas.
Conhecida da região do Baixo Tocantins à costa atlântica (Pará e Maranhão), com coletas recentes no Amazonas e Tocantins. Floresce de julho a outubro, com frutos de setembro a fevereiro. Árvore de grande porte (ultrapassa 40 metros de altura), fornecendo madeira amarelada de ótima qualidade.

## Taxonomia
A espécie foi descrita em 1910 por Jacques Huber.

## Forma de vida
É uma espécie terrícola e arbórea.

## Descrição
Árvore ultrapassando 40 metros de altura, casca esfoliante. Suas folhas têm pecíolos de 2-3 centímetros de comprimento, canaliculados; o formato da lâmina é de obovada a elíptica, ápice arredondado a subacuminado, base aguda, margem inteira subrevoluta, 10-17 centímetros de comprimento, 4-7 centímetros de largura, coriácea, discolor, glabra e lustrosa na face adaxial, ocráceo-escamosa e opaca na face abaxial. Flores com cálice com cerca de 4 milímetros de comprimento; pétalas creme, com cerca de 2 centímetros de comprimento, diminutamente tomentosas na face externa; antera com cerca de 6 milímetros de comprimento; ovário com cerca de 2 milímetros de altura. Mericarpos com cerca de 2 centímetros de comprimento.

## Distribuição
A espécie é encontrada nos estados brasileiros de Amazonas, Maranhão, Pará e Tocantins. 
Em termos ecológicos, é encontrada no domínio fitogeográfico de Floresta Amazônica, em regiões com vegetação de floresta de terra firme e floresta ombrófila pluvial.